# Sphyrotarsus parenti
Sphyrotarsus parenti är en tvåvingeart som beskrevs av Hesse 1933. Sphyrotarsus parenti ingår i släktet Sphyrotarsus och familjen styltflugor. Inga underarter finns listade i Catalogue of Life.